# 康子内親王
康子内親王（やすこないしんのう/こうしないしんのう、延喜19年（919年） - 天暦11年6月6日（957年7月10日））は、平安時代の皇族、藤原師輔の4番目の正妻とされる。一品、准三后。

## 家族
父は醍醐天皇（康子は第十六皇女）、母は皇后・藤原穏子。同母兄に保明親王、同母弟に寛明親王（後の朱雀天皇）、成明親王（後の村上天皇）がいる。

## 略伝
母の穏子が35歳の時の子で、長兄とは16歳違いであり、皇太子の妹として厚遇を受け、承平3年（933年）の裳着の際には小野道風作の屏風が献じられ、源公忠により捧げられた和歌が知られている。しかしその後も結婚話などはなく、母の居所である弘徽殿後昭陽舎（梨壺）で生活を送っていた。35歳の時、准三后に任ぜられる。
ところが、同年に藤原師輔と結婚。天皇の同母姉である皇女が臣下と結婚したのは前代未聞の事態で、世間を驚かせた。実は、母・穏子が没すると身辺が寂しくなったらしく、同年に妻・雅子内親王を亡くしたばかりの師輔と正式の婚儀を経る前に懇ろになってしまったのが事実のようで、『大鏡』では弟・村上天皇の面前で藤原実頼にその節操の無さを暴露された話が紹介されている。
天暦9年（955年）、36歳の高齢で師輔の十一男（後に出家し、深覚となる）を出産。続いて懐妊するが、この時は体調がひどく悪かったようで「まろは悪き心地するなむ」と夫に常々話していたと言うことが『栄花物語』で紹介されている。この予感は不幸にも的中し、天暦10年（956年）に師輔の十二男を産んだ後、産褥のために薨去した。遺児となった十二男は母の実家である宮中に引き取られ、異母姉の皇后・藤原安子の元で成長することになる。彼が後の藤原公季である。
康子内親王の遺骸は桂川の河原にて荼毘にふされたことは分かっているが、墓所がどこに築かれたかは記録が無く不詳である。

## 人柄
師輔の先妻にして異母姉に当たる勤子内親王や雅子内親王とは違い、歌心はあまりなかったようで和歌などは残っていないが、手先が器用でまめやかな女性であったようで、死後遺品の箱を開けてみると、夫・師輔のために縫っていたしとうずが大量に出てきたという話が伝わっている。